# Karl-Heinz Storsberg
Karl-Heinz Storsberg (* 3. Juni 1926 in Solingen; † 3. November 2004 in Rüsselsheim) war ein deutscher Politiker (SPD).
Nach dem Abitur in Solingen studierte Storsberg in Köln Rechtswissenschaften und wurde dort 1954 auch promoviert. 1958 wurde er Geschäftsführer des Gemeindetages Westfalen. Aus dieser Tätigkeit wechselte er am 1. April 1966 in das Amt des Bürgermeisters (seit 1978 Oberbürgermeister) von Rüsselsheim. Storsberg war acht Jahre Mitglied im Präsidium des Rates der Gemeinden Europas. Nach zwei verlorenen Kommunalwahlen und angesichts neuer Mehrheitsverhältnisse sowie wegen interner Differenzen der Rüsselsheimer SPD trat er Ende September 1981 zurück. In seiner Amtszeit wuchs die Bevölkerung Rüsselsheims von gut 40.000 Einwohnern auf ca. 63.000. 1982 eröffnete er eine Rechtsanwaltskanzlei.
Storsberg ist am 3. November 2004 nach längerer schwerer Krankheit im Alter von 78 Jahren in Rüsselsheim gestorben.